# The Singles (album Kombi)
The Singles – album wydany przez wytwórnię Sonic w 1993 roku.
Na album składają się nagrania pochodzące z analogowych singli jakie zespół Kombi nagrał oraz wydał w Polsce w latach 1979–1984. Wydawnictwo to jednak zawiera błędy (*) jeżeli chodzi o oryginalność kilku zamieszczonych na nim utworów.

## Lista utworów
1. „Wspomnienia z pleneru” – 4:01 *
2. „Przeciąg” – 3:35
3. „Hej rock and roll” – 3:23
4. „Przytul mnie” – 4:43 (instrumentalny)
5. „Hotel twoich snów” – 3:47
6. „Przytul mnie” – 4:48
7. „Taniec w słońcu” – 4:43 *
8. „Królowie życia” – 4:29
9. „Wejdź siostro” – 3:42
10. „Inwazja z Plutona” – 3:12
11. „Nie ma jak szpan” – 3:59
12. „Linia życia” – 4:04
13. „Komputerowe serce” – 5:07
14. „Słodkiego, miłego życia” – 4:47
15. „Nie ma zysku” – 3:49